# 三越伊勢丹
株式会社三越伊勢丹（みつこしいせたん、英: Isetan Mitsukoshi Ltd.）は、東京都新宿区新宿に本社を置く三越伊勢丹ホールディングス傘下の小売業者。百貨店の「三越」「伊勢丹」の関東圏の店舗を運営している。三井グループに属する。

## 概要
2011年4月1日に株式会社三越と株式会社伊勢丹が合併して発足した。両百貨店とも東京の呉服店を起源とする老舗である。三越は日本最古の百貨店であり、江戸時代の三井越後屋呉服店を起源とする三井グループ（旧三井財閥）の源流企業である。登記上の本店は東京都新宿区新宿3丁目の伊勢丹新宿店内に置いている。札幌、仙台、新潟、静岡、名古屋、広島、高松、松山、福岡の9都市、ならびに関西地区（京都と大阪）の各店舗は、地域ごとに三越伊勢丹グループの別会社がそれぞれ運営している。
伊勢丹新宿店、三越日本橋本店、三越銀座店の3店は同社の主力店舗である。特に新宿伊勢丹はファッション・ビューティー分野で若年層からも高い人気を誇り、百貨店の店舗別売上高において日本一である（小売業全体でも日本一位）。2024年度の新宿伊勢丹の売上は4,212億円（三越・伊勢丹の外商営業を含む）とバブル期を上回り、過去最高を記録した。 三越伊勢丹グループとしては「 「マス」から「個」へ。 」というスローガンでビジネスモデルの変革を掲げ、2025年現在でアプリ会員・エムアイカード会社・外商など個人販売データを保有する識別顧客の売上高は新宿伊勢丹全体の70%を占めている。 また、日本橋三越本店は1904年に「デパートメント宣言」を行った日本最古の百貨店として知られ、本館の建物は重要文化財に指定されるなど、その歴史とブランド力から中高年の富裕層より支持を集める。近年では積極的に地方・郊外の不採算店の撤退を行い、都内の旗艦3店に経営資源を集中させている。ただし、2020年10月に三越伊勢丹ホールディングスの杉江社長は、近年増加した百貨店空白地帯を中心とした地方都市に、テレビ会議システムや三越伊勢丹のオンラインストアを活用した小型店を40店から50店舗出店することを明らかにしている。
近年、百貨店業界で主流になっているテナント収益などによる不動産事業（百貨店内のショッピングセンター化など）については、営業利益に占める不動産事業の割合は27%程度であり、大丸松坂屋百貨店やパルコを擁するJ.フロント リテイリングの44%や髙島屋の39%と比べると低い。
2025年3月期の業績予想は売上高5,560億円、純利益580億円が見込まれている。

## 沿革
- 2011年
  - 4月1日 - 三越を存続会社として伊勢丹を吸収合併し、株式会社三越伊勢丹となる。
  - 5月4日 - JR大阪駅・大阪ステーションシティ（ノースゲートビルディング）に、「JR大阪三越伊勢丹」が開業。運営は株式会社ジェイアール西日本伊勢丹が担当。
- 2013年5月31日 - 瀋陽伊勢丹が閉店。
- 2016年
  - 2月1日 - 伊勢丹相模原店A館・B館が閉店。
  - 7月25日 - 三越日本橋本店の建物が国の重要文化財に指定[9]。
- 2017年3月20日 - 三越千葉店、多摩センター店が閉店[10][11][12][13]。
- 2018年（平成30年）3月21日 - 伊勢丹松戸店が閉店。
- 2019年（平成31年）2月20日 - 伊勢丹の包装紙のデザインを22年ぶりに変更[14]。
- 2019年（令和元年）9月30日 - 伊勢丹相模原店、および府中店が閉店。
- 2021年7月10日 - ローマ三越が閉店[15]。

## 歴代社長
- 大西洋：2011年 - 2017年
- 杉江俊彦：2017年 - 2021年
- 細谷敏幸：2021年 - 現職

## 店舗

### 三越
- 日本橋本店 ※三越劇場含む。
- 銀座店
- 三越専門館事業部
  - サンシャインシティ・アルタ（東京・池袋）

### 伊勢丹
- 新宿店（本店）
- 立川店
- 浦和店

### 小型店
2011年、百貨店業界は需要が伸びず、大型店舗の出店する候補地も少なくなった現状を受け、三越伊勢丹ホールディングスは、変化するライフスタイルに対応した新しいコンセプトの小型店で新たな顧客接点の拡大と充実を試みることにした。ターゲットとなる客層は3種類で、従来あまり百貨店に来店していない若い女性、男性ビジネスマン。そして、都心から遠のいた高齢化層。これらに対して、百貨店らしいラグジュアリーさとコンビニエンスなサービスを行うというのが柱になっている。これまでギフトを中心にした従来型店舗のリニューアルもしていく。基本的に旧三越店は「三越エレガンス」あるいは「○○三越」を、旧伊勢丹店では「伊勢丹ミラー」を、子会社の岩田屋三越（岩田屋ブランド）では「岩田屋サロン」の名称を使用していたが統合・新コンセプト導入後は「エムアイプラザ（MI PLAZA）」の名称を使用している。岩田屋三越が新規に展開する福岡県内の店舗では「エムアイプラザ岩田屋（MI PLAZA IWATAYA）」の名称を名乗っている。
出店地～各務原、登米佐沼、釧路昭和、羽生、福岡、木更津、ひたちなか、川越、藤枝

#### エムアイプラザ（MI PLAZA）
- エムアイプラザ河辺 - 2013年9月開店。第一号店。JR青梅線 河辺駅前のマンション一階に所在。
- エムアイプラザ苫小牧 - 2014年4月22日開店。イオンモール苫小牧内に出店[16]。
- エムアイプラザ厚木 - 2014年4月26日開店。三越厚木がアミューあつぎ内に移転し、MD変更。
- エムアイプラザ各務原-2014年9月26日開店。イオンモール各務原内に出店。
- エムアイプラザ羽生 - 2014年10月6日開店。三越羽生のMD変更。
- エムアイプラザ川越 - 2015年3月13日開店。三越川越がウニクス川越に移転開業。
- エムアイプラザ旭川 - 2015年3月27日開店。イオンモール旭川駅前の開業に伴い新規出店。
- エムアイプラザ富士見 - 2015年4月10日開店。ららぽーと富士見の開業に伴い新規出店。
- エムアイプラザレイクタウン - 2015年4月24日開店。イオンレイクタウン内に所在。
- エムアイプラザ釧路 - 2014年10月3日開店。イオンモール釧路昭和に出店。

#### イセタン ミラー
ラグジュアリーコスメ編集ショップ。コンセプトは「欲しいときに・好きなように・欲しいモノだけかえる」店。20-30代の女性をターゲットに、駅ビル、ファッションビルに出店。従来、百貨店でしか買えなかった国内外のラグジュアリーコスメ
ジバンシィ、イヴ・サンローラン、クリニーク ラボラトリーズ、ランコム、ゲラン、エスティローダー、グローバルSHISEIDO等約20ブランドを自主編集で販売。ショップ・スタッフはメーカー・ブランドを越えた商品知識と技術を習得させている。
- ルミネ新宿2（1号店、2012年3月6日開店）
- ルミネ大宮店（2号店、2012年9月10日開店）
- セレオ八王子（北館）店（3号店、2013年1月26日開店）
- ルミネ北千住店・ルミネ横浜店（2013年3月12日開店）
- 吉祥寺パルコ店（2013年4月6日開店）

#### イセタン羽田ストア
羽田空港内店舗。2013年4月20日開店。
男性ビジネスマンをメインターゲットとし、ステーショナリー、雑貨、ギフト等の販売だけではなく、バー、カフェ、ゲストルームなどの居心地のよい空間を提供している。

#### クイーンズ伊勢丹
高級スーパーマーケット。三越伊勢丹経営統合後、凍結されていた新規出店を再開。郊外への展開を進める。デパ地下で好評の食料品や生活雑貨、リビング用品などの品揃えを充実させていく。エムアイフードスタイルが展開・運営。